# I beg you/花びらたちのマーチ/Sailing
「I beg you/花びらたちのマーチ/Sailing」（アイ ベッグ ユー／はなびらたちのマーチ／セーリング）は、Aimerの16枚目のシングル。2019年1月9日にSME Recordsから発売された。

## 概要
前作からおよそ5ヶ月ぶりとなるシングル。2作連続でトリプルA面シングルとなっている。
1曲目の「I beg you」は、劇場版『Fate/stay night［Heaven's Feel］』第二章の主題歌。前作「花の唄」に引き続き梶浦由記が楽曲提供・プロデュースをしており、YouTubeで公開されているミュージックビデオにおいても同様に主演が浜辺美波、監督は三木孝浩が引き続き担当している。歌詞は、同映画のメインヒロインである間桐桜の心情を描いたものとなっている。
2曲目の「花びらたちのマーチ」のミュージックビデオは、けやき坂46（現：日向坂46）の佐々木美玲が主演を務めた。
3曲目の「Sailing」は、2019年1月6日にフジテレビ系列で放送されたスペシャルドラマ『レ・ミゼラブル 終わりなき旅路』の主題歌に起用された。
発売形態は初回限定盤・通常盤・期間限定盤の3形態でリリースされた。

## チャート成績
2019年1月8日付のオリコンデイリーランキングでは1.3万枚を売り上げ2位にランクインし、翌日1月9日付では1位にランクアップ。Aimerにとって初のシングルデイリー1位獲得となった。その後も6日連続でデイリー3位以内を守り切り、1月21日付オリコン週間シングルランキングで3.1万枚を売り上げて1位にランクイン。デビュー8年目にして初の首位獲得となった。女性ソロ歌手のシングル作品が首位を獲得するのは、岩佐美咲の「鞆の浦慕情」以来5年ぶりであり、ソニーグループの女性ソロ歌手による首位はYUIの「Green a.live」以来7年3ヶ月ぶりとなる快挙となった。また、初動売上枚数はこれまで最高だった「ONE/花の唄/六等星の夜 Magic Blue ver.」の2.7万枚を上回り、自身最高記録を更新した。また、週間合算シングルチャートでも6.8万ポイントを獲得し初の1位を獲得。週間デジタルシングルチャートでは、アニメソングとしての配信最高初動記録となる5.8万ダウンロードで2位にランクインした。
ビルボードにおいても、Top Singles Sales・Hot Animationの2部門で1位を獲得した。Top Download Songs・HOT 100でも2位にランクインした。

## 収録曲
1. I beg you (4:30)
作詞・作曲・編曲：梶浦由記
2. 花びらたちのマーチ (3:14)
作詞：aimerrhythm 作曲：飛内将大 編曲：玉井健二・飛内将大
3. Sailing (5:37)
作詞：aimerrhythm 作曲：飛内将大 編曲：玉井健二・飛内将大
4. Mine -Mellow Yellow ver.-（5:31）
作詞：aimerrhythm 作曲：森本チカラ 編曲：玉井健二・釣俊輔
5. ポラリス (haruka nakamura ursa remix)（6:14）
作詞：aimerrhythm  作曲：飛内将大  編曲：haruka nakamura

### 初回生産限定盤DVD
1. After Rain
2. 7月の翼
3. 星の消えた夜に
4. Re:pray
5. Ref:rain
6. tone
7. セプテンバーさん
8. Black Bird
9. 夏草に君を想う

## タイアップ
| 曲名          | タイアップ                                                                                    |
| 「I beg you」 | アニプレックス配給劇場版アニメ映画『Fate/stay night [Heaven’s Feel] II.lost butterfly』主題歌 |
| 「Sailing」   | フジテレビ系列スペシャルドラマ『レ・ミゼラブル 終わりなき旅路』主題歌                         |